# 撃鉄の黒腕
『撃鉄の黒腕-Walpurgisnacht-』（げきてつのこくわん）は、柴田ゆにかによる日本の漫画作品。『別冊少年マガジン』（講談社）2011年4月号から2012年5月号まで連載された。

## あらすじ
育ての母である三原恵子と共に日常を過ごしていた高校生の少年・黒川鉄也。ある日、鉄也のクラスに雨宮ナオという美少女が転入してくる。だがその日の夜、街を騒がす連続殺人犯・通称「鎌鼬」が突如自宅を襲撃、恵子が負傷してしまい、さらにその場に乱入してきた雨宮に「自分の全てを犠牲にする覚悟があるの?」と選択を迫られる。恵子を守るために鉄也は受け入れ、雨宮の血液を飲み込む。その瞬間から、鉄也は激しい戦いに身を投じていく。

## 登場キャラクター

### 主人公とその家族
黒川 鉄也（くろかわ てつや）
主人公の少年で、17歳。10年前に両親を亡くし、恵子に引き取られる。毎朝恵子に惚れ込み会いに来る石動を叩きのめし、その反省文を学校で書かされるのが日課。後に空母で石動と再会しても本気の殺し合いをやらかすところから、かなり石動を嫌っているように思える。
しかし、クラスに雨宮が転入した日の夜、帰宅直後に突如連続殺人犯・通称「鎌鼬」に襲われ、その場にやって来た雨宮に「自分の日常と幸福と命を捨てる覚悟があるの?」と迫られ、彼は負傷した恵子を守りたい一心で雨宮の血液を飲み込み、ウイルスのもたらす衝撃に耐え抜き突然変異体（ここから先は「ミュータント」と記す）に変貌を遂げる。
変異の直後、左腕がロボットのように鋼鉄へと変化、さらにその腕は以前を遥かに越える腕力が宿るようになる。その二日後、雨宮に匿われた廃墟での和磨軍・東武との戦いで一旦左腕を切り落とされるが、瞬く間に再生した。さらに海上空母ではハナの手助けで血列に成功するも、錆だらけの腕になってしまうが、その錆が溶け落ちたことで甲板を溶かして監禁から脱出した。
冷たくぶっきらぼうな印象だが、こうと決めたら誰に何を言われても変えず、たとえ自分が無力でも相手を助けて守ろうとする為、「大馬鹿」「無力なお節介」と言われる事もある。
こんな彼だが、「恵子に引き取られる以前の記憶」を完全に失っている。
三原 恵子（みはら けいこ）
姉の子供であったが突如天涯孤独となった鉄也を10年前に引き取った。とは言え家事を全くせず、学校の行事にも参加せず毎晩酔っ払って帰ってくる始末で、自宅も彼女のそんな自堕落振りを表すかのように極度に散らかっている。
そんな彼女だが、殺人犯に襲撃された夜は鉄也を引き取って10年経ったこの日を記念日として祝おうとし、母親として自ら負傷しながらも殺人犯にバットで立ち向かおうとしたが、結局バット諸共左眼を切り裂かれてしまった。
その後、石動の必死の探索で水嶌病院へ運ばれるも、和磨軍に捕まり人質になってしまう。
黒川 竜（くろかわ りゅう）
10年前に死亡した鉄也の父親。しかし戦いの中で、ミュータントを生み出したのが彼だと判明する。

### 突然変異体（ミュータント）
10年前に行なわれたウイルスを使った生体実験の中で、5人だけ生き残った子供達・・・・・・それが「はじまりの5人」である。しかし、実験が行なわれた研究所の崩壊により、死亡したり行方知れずになったりした。この5人のミュータントがオリジナルで、彼らからの血の投与かウイルスの感染によってしか他にミュータントは生まれない。

#### 「はじまりの5人」
雨宮 ナオ（あまみや なお）
物語の冒頭で鉄也のクラスに転入してきた美少女。鉄也をミュータントへ変えた張本人でもある。か弱そうだが戦闘力は本物で、殺人犯とも拳銃や体術で渡り合い、自ら宣言した通り鉄也を命に替えても守り抜こうとする。負傷した恵子を知り合いの病院へ連れて行き、鉄也に現在の状況をかいつまんで説明した。10年前の研究所崩壊以降、独自に修練などをしていたらしい。
しかしミュータントの能力を発揮するには変形用の血液増加剤が必要で、その摂取によって両腕を強力な銃火器に変貌させた彼女は誰にも手に負えない為、「魔女」と綽名された。
藤林（ふじばやし）
物語の冒頭で町を騒がし、鉄也の家を襲った、「鎌鼬（かまいたち）」という通称の連続殺人犯。右腕が紐のように細長く、しかも先端は巨大で鋭利な鎌そのもの。10年前に連れて来られた研究所で知り合った幸子と心を通じ合わせていくが、鉄也が研究所に来た直後、崩壊事故が起こり、幸子は亡くなる。そのため、「幸子は鉄也のせいで死んだ」と考え、「両親がいない、男子高校生がいる」その程度の情報でひたすら鉄也を狙い探し続け、殺人を犯し続けていた。
鉄也の自宅では未遂に終わり、自らのウイルスに感染したハナの気配を辿って行き着いた海上空母でついに鉄也を見つけ殺そうとするも、死んだはずの幸子の声を聞いてその思いを知り、いつしか鉄也と行動を共にする。
幸子（さちこ）
10年前の研究所で、たまたま顔を合わせた藤林と心を通わせていく。しかし研究所の崩壊で命を落とした・・・・・はずであったが、海上空母で鉄也の左耳に（おそらく意識が）小さな口となって宿り、藤林に「もう誰も殺してほしくない」と訴えかけた。
小谷野（こやの）
彼の左眼周辺は手塚治虫の「ブラック・ジャック」のごとく色違いの皮膚で、また（実験によるものか）体中に無数の縫合痕がある。鉄也を探す為、和磨軍に潜り込んでいた。
海馬（かいま）
現時点で最も恐れられる強力なミュータント。彼が目覚めると人類が滅亡してしまうといわれるほど。また、「鉄也が死ぬと彼が目覚める」為、ミュータント達は人類に戦いを仕掛ける為に鉄也の殺害を目論み、軍隊の和磨軍はそれを阻止する為に鉄也を捕らえて監禁しようとしている。
胎児のような格好でクラゲのように海中を漂流しているが、彼が寝返りを打った程度で観測史上最大の巨大竜巻が起こった。

#### ダミーのミュータント
東武（とうぶ）
和磨軍が引き連れているミュータントの男。右足が鎖でつながった鉄球に変化している。しかも鉄球部分からは鋭い刃が突き出し、一度は鉄也の左腕を切り落としたほど。しかし一旦撤退を余儀なくされ、海上空母で再戦するも、久し振りに能力を開放した雨宮に消し飛ばされた。
ハナ
鉄也が海上空母で会った小学生の女の子。祖父母と兄（家族全員）を鎌鼬（藤林）に殺され、匿われていた為彼女自身は命拾いするも、殺人現場を目撃したショックで喋れなくなっていた。しかもその時藤林のウイルスに感染していた。初めて会った鉄也に懐き兄のように慕い始め、さらに鉄也のウイルスの位置を察知して血列の手助けをした。その後、鉄也に心を開き再び喋れるように。
その直後感染者の殺害を目論む藤林と再会、殺されかけるが間一髪で鉄也に救われる。
石動（いするぎ）
彼は毎朝恵子に惚れこみ会いに来るが、鉄也に叩きのめされている。彼の髪型や服装を真似た年下の三つ子（子分か弟かは不明）をいつも連れている。恵子が負傷したと聞き、彼は町中の病院を探し回り、恵子の側についていた。しかし和磨軍が病院を襲撃したときに三つ子や病院関係者、恵子諸共捕まり、気絶している間にミュータントへ変異させられる。その為左足がチェーンソーに変化している。立花寺に鉄也の始末を持ちかけられた時、嬉々として鉄也と本気の殺し合いを繰り広げたが、雨宮が能力を開放したことで有耶無耶に。

### 和磨軍（わまぐん）
ミュータント達と人類の戦争を阻止するために鉄也を探している軍隊。
立花寺（りゅうげいじ）
和磨軍を指揮する元帥の職にある長身の女。目的達成のためなら多少強引な手段も使い、「正義を実行せよ」が口癖。10年前は研究所で「はじまりの5人」の世話役を務めていた。ミサキという女を今も尊敬している模様。
副官（ふくかん）
立花寺の指示の下、忠実に動く部下であったが・・・・・・海上空母での戦いで正体を露にする。

### 第三勢力
ミュータントと和磨軍の両方から鉄也を守る者達。雨宮は「はじまりの5人」の一人だがこの勢力の者。
水嶌（みずしま）
病院長を務める男。しかし事件の裏事情に詳しく、ナースに日本刀を持たせる上に自らも銃を所持、さらに海上空母を基地に持つなど、謎めいた部分が多い。
看護婦（かんごふ）
運ばれてきた恵子に手を焼かされている、いかにも苦労人な女性。しかし日本刀を平気で侵入者に振り回すなど、彼女もかなり謎が多い。
ゆゆ
度の強い眼鏡をかけた、天然ボケ気味の女性で、シスター服に身を包む。しかし車の運転ばかりでなく、ヘリコプターや戦闘機の操縦までこなし、バズーカ砲をぶっ放すなど、この勢力の中で最も謎に満ちている。油や硝煙が混ざり合う爆発直後の匂いに興奮するらしい。

## 用語
ウイルス
10年前の生体実験で何十人もの子供達に投与され続けたが・・・・・・生存率は1割以下で、上記の「はじまりの5人」のみが生き残った。生き延びても適応するまで1週間は眠ってしまうと言う事だが、鉄也は2日だけだった。
しかもオリジナルにとって自らのウイルスに感染した相手は分身そのもので、その相手の生死・状態・居場所を全て把握できるという。そのため藤林はハナの気配を辿って空母まで行き着いた。
なお、適応した人間に宿る能力はそれぞれ異なる。
海上空母
水嶌をはじめとする第三勢力の基地。正式名称は「航空母艦スルト」で、ゆゆの説明による船の能力データは「全長290m・全幅41m・艦載可能航空機約48機・満載排水量62000トン・タービン出力100000馬力・最大速度約25ノット」との事である。
なお、ここには日本全国からミュータントに家族や行き場を奪われた者達が集められ、共同生活をしている。
血列（けつれつ）
ミュータントが自らの能力を制御すること。鉄也は変異した当初、左腕が鋼鉄のまま元に戻らず、その方法を雨宮に教わることに。
ただ、これには体内で数個の塊になっているウイルスの所在を把握することが絶対条件で、そのウイルスが存在する場所に意識を集中、そこから血液を一箇所に集めるイメージを浮かべる。すると血が沸き、内出血を起こし新たな血管を生み、能力の制御が可能になる。
鉄也は自力ではなくハナの助けにより、血列に成功した。

## 書誌情報
- 柴田ゆにか『撃鉄の黒腕』 講談社〈講談社コミックス〉、全3巻
  1. 2011年7月8日初版発行、ISBN 978-4-06-384516-7
  2. 2011年12月9日初版発行、ISBN 978-4-06-384593-8
  3. 2012年5月9日初版発行、ISBN 978-4-06-384667-6